# 594 a.C.
Il 594 a.C. (DXCIV a.C. in numeri romani) è un anno  del VI secolo a.C.

## Eventi
- Grecia: Viene emanata la Costituzione di Solone ad Atene per combattere il latifondismo esercitato dagli aristocratici.